# Leucadendron strobilinum
Leucadendron strobilinum là một loài thực vật có hoa trong họ Quắn hoa. Loài này được Druce miêu tả khoa học đầu tiên năm 1917.